# Chloraea
Chloraea är ett släkte av orkidéer. Chloraea ingår i familjen orkidéer.

## Bildgalleri

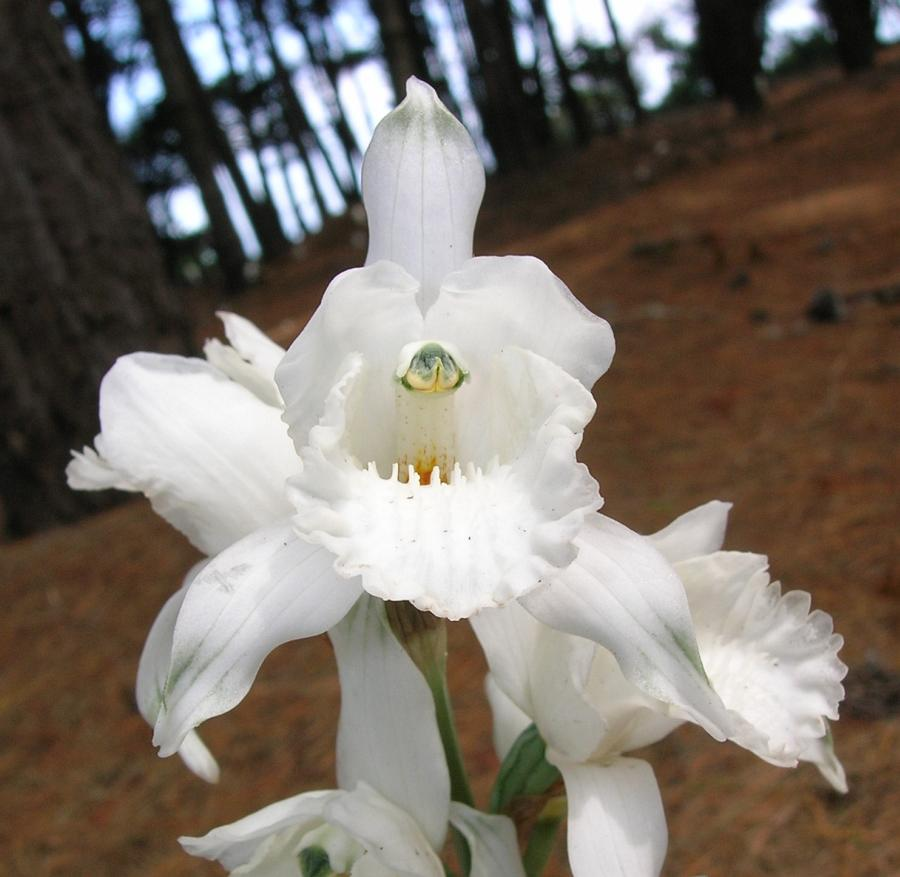

## Dottertaxa tillChloraea, i alfabetisk ordning[1]
- Chloraea alpina
- Chloraea apinnula
- Chloraea barbata
- Chloraea bella
- Chloraea bidentata
- Chloraea biserialis
- Chloraea bletioides
- Chloraea boliviana
- Chloraea calantha
- Chloraea castillonii
- Chloraea chica
- Chloraea chrysantha
- Chloraea cogniauxii
- Chloraea crispa
- Chloraea cristata
- Chloraea cuneata
- Chloraea curicana
- Chloraea cylindrostachya
- Chloraea deflexa
- Chloraea densipapillosa
- Chloraea disoides
- Chloraea elegans
- Chloraea fiebrigiana
- Chloraea fonkii
- Chloraea galeata
- Chloraea gavilu
- Chloraea grandiflora
- Chloraea heteroglossa
- Chloraea lamellata
- Chloraea laxiflora
- Chloraea lechleri
- Chloraea longipetala
- Chloraea magellanica
- Chloraea major
- Chloraea membranacea
- Chloraea multiflora
- Chloraea multilineolata
- Chloraea nudilabia
- Chloraea pavonii
- Chloraea philippii
- Chloraea phoenicea
- Chloraea piquichen
- Chloraea praecincta
- Chloraea prodigiosa
- Chloraea reticulata
- Chloraea septentrionalis
- Chloraea speciosa
- Chloraea subpandurata
- Chloraea tectata
- Chloraea undulata
- Chloraea venosa
- Chloraea viridiflora
- Chloraea volkmannii